# Teresa Feoderovna Ries
(Stefan Zweig)
Teresa Feoderovna Ries (in russo Тереза Фёдоровна Рис?, Tereza Fëdorovna Ris; Mosca, 30 gennaio 1874 – Lugano, 1956) è stata una scultrice austriaca di origine russa.

## Biografia
Teresa Feoderovna Ries nacque a Mosca da una famiglia benestante ebrea. Compì i suoi primi studi a Parigi con la figlia di Lev Tolstoj con scarsi risultati, entrando poi nell'Accademia delle Arti di Mosca senza aver seguito corsi di anatomia e prospettiva, ritenute importanti per il prosieguo scolastico; si trattò di lacune che non riuscì mai a colmare, anche se furono subito evidenti le sue capacità artistiche che la portarono a ricevere una borsa di studio. Si sposò ancora adolescente; dopo aver perso il primo figlio ottenne il divorzio.
Teresa scelse di dedicarsi alla scultura già in giovane età. Nel corso degli studi realizzò come prima opera: Artemide, ma non venne favorita da un ambiente accademico, nel quale invidie tra allievi e professori bloccavano il suo istinto creativo e veniva derisa per la sua pettinatura; ciò la portò ad evere un comportamento non considerato idoneo alla scuola e, dopo un diverbio con un docente che si rifiutava di giudicare i suoi lavori, venne espulsa dall'accademia.

Trasferitasi a Vienna nel 1895 con la famiglia, fu seguita negli studi come privatista da Edmund von Hellmer e a soli 21 anni espose le sue prime opere alla Vienna Künstlerhaus, attirando l'attenzione di Francesco Giuseppe I d'Austria e di Gustav Klimt con la scultura intitolata Strega alla toilette per la notte di Valpurga, raffigurante una giovane nuda seduta a terra nell'atto di tagliarsi le unghie dei piedi. Lo scandalo di un'opera realizzata da una donna, in un tempo in cui era precluso anche solo il pensiero femminile, fu ancora maggiore con la raffigurazione di un soggetto femminile in una situazione d'intimità. La scultrice dichiarerà poi nella sua biografia che l'idea della scultura le nacque accidentalmente dopo essere inciampata in una scopa mentre saliva una scala buia facendosi male ad un piede 
Teresa dovette tutta la vita lottare contro la discriminazione sia razziale che sessista; anche l'artista viennese Edmund Hellmer dichiarò che fosse inutile insegnarle l'arte della scultura tanto poi le donne si sposano.
Dopo la prima esposizione fu invitata da Klimt ad esporre con i secessionisti e alcuni suoi lavori parteciparono all'esposizione parigina del 1900 e a quella di Roma del 1911, a rappresentare sia l'Austria che la Russia.
Nel 1901 entrò a far parte del Acht Künstlerinnen, gruppo di otto artiste che esponevano le proprie opere nel Salon Pisko, anche se in un periodo che vedeva la supremazia maschile in ogni campo sociale, queste non riuscirono mai a ottenere quel successo che avrebbero meritato.
Teresa si era sposata in giovane età ed aveva presto divorziato; a Vienna visse nei quartieri aristocratici ed espose nel 1906 nel Palazzo Liechtenstein; all'inaugurazione della mostra, il 27 febbraio, intervennero tutte le personalità politiche e culturali viennesi.
Nel 1928 pubblicò un libro con le sue memorie dal titolo Die Sprache des Steins.
Causa le leggi razziali, nel 1938 il suo studio fu espropriato e molte delle sue opere indicate come arte degenerata e distrutte durante l'arianizzazione; riuscì a rimanere a Vienna fino al 1943 quando dovette rifugiarsi a Lugano, dove rimase fino alla sua morte sopraggiunta nel 1956. Le sue opere furono dimenticate per molti anni.

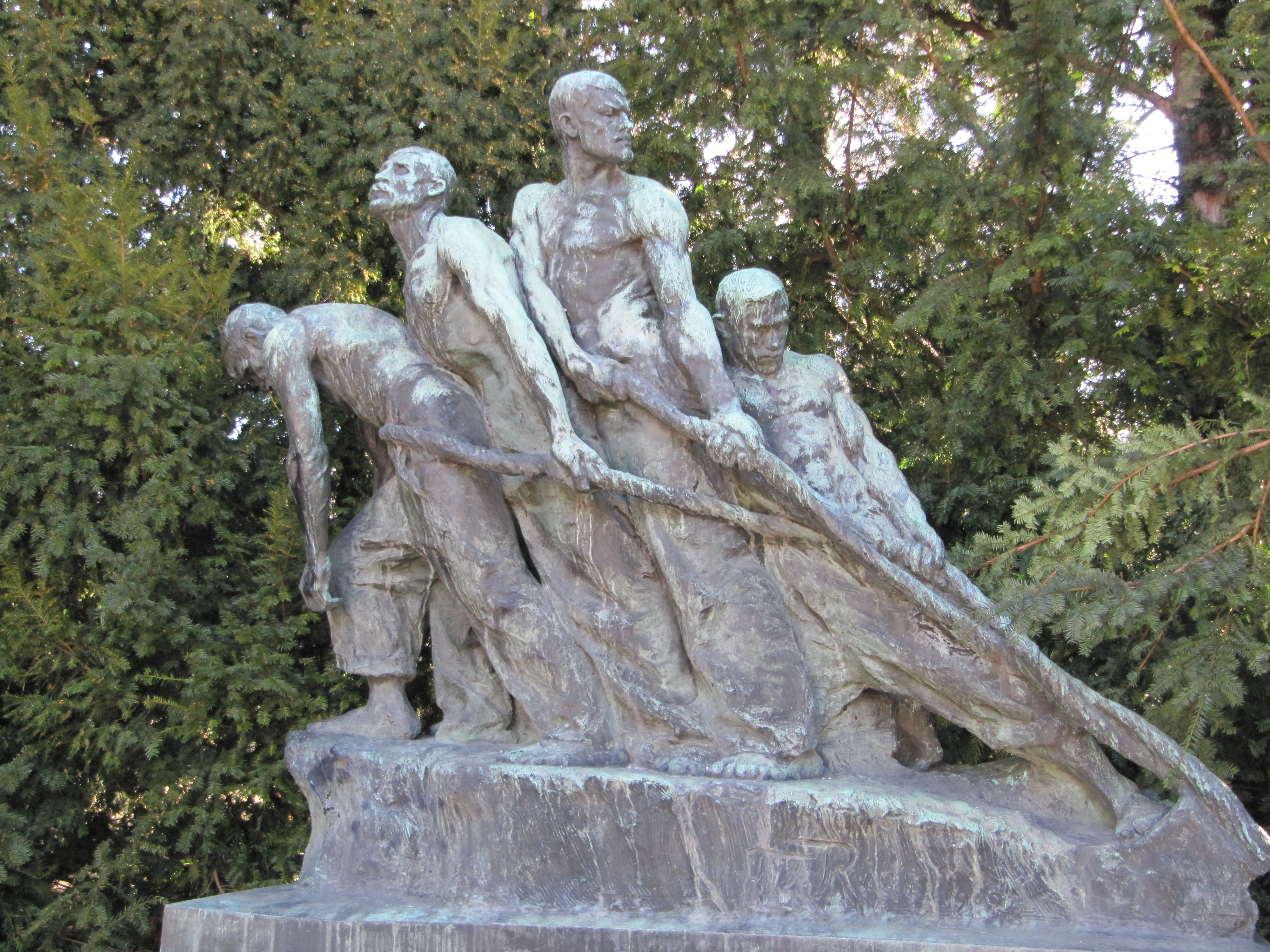
Gli invincibili

## Opere
Teresa Feoderovna Ries fu un'artista dalla profonda sensibilità umana, mantenendo sempre la dolcezza che la distinse dall'arte maschile, con uno studio serio sulla vita e sulla morte. Nell'opera l'invincibile, gruppo che raffigura quattro figure che insieme lottano per raggiungere un medesimo risultato, la nobiltà dei soggetti pur sottoposti ad uno sforzo fisico intenso, è la speranza nella vita, la speranza nel futuro, mettendo la società quale mezzo per diventare padroni della vita: l'unione, la sopportazione e il silenzioso coraggio sono gli elementi di questa opera; solo il quarto soggetto, che sembra essere anche il più giovane, ha un atteggiamento quasi gioioso, felice di sopportare il peso della fatica perché nel sangue vi è l'unica speranza per diventare padroni della vita stessa.
- Sonnambula prima opera realizzata in giovanissima età
- Busto di una ragazza[10]
- Strega alla toilette conservata a Vienna ne museo ebraico
- Gli invincibili
- Lucifero
- Il Bacio per la quinta Esposizione internazionale d'arte di Venezia
- Busto del professore Helmer esposto nella sala della stampa dell'esposizione veneziana
- Conte Giovanni Viezek esposto nella sala della stampa dell'esposizione veneziana
- Morte
- L'anima rivolta a Dio